# Cerkiew św. Grzegorza Cudotwórcy w Moskwie
Cerkiew św. Grzegorza Cudotwórcy – prawosławna cerkiew w Moskwie, w centralnym okręgu administracyjnym. Należy do parafii pod tym samym wezwaniem, wchodzącej z kolei w skład dekanatu moskworieckiego eparchii moskiewskiej miejskiej Rosyjskiego Kościoła Prawosławnego.
Budowa pierwszej cerkwi pod wezwaniem św. Grzegorza w miejscu, gdzie znajduje się obecnie (XXI w.) świątynia, mogła być związana z upamiętnieniem powrotu księcia Wasyla II Ślepego z niewoli tatarskiej, co miało miejsce 17 lutego 1445, w dniu wspomnienia św. Grzegorza. Pierwsza pisemna wzmianka o świątyni pochodzi jednak dopiero z 1632. Budowę cerkwi murowanej rozpoczęto w 1668 na osobisty rozkaz cara Aleksego I; proboszcz miejscowej parafii, ks. Andriej Postinko, był jego spowiednikiem. Projekt świątyni opracowali Iwan Kuznieczik i Karp Guba.
W 1934 w cerkwi regularnie służył biskup oriechowo-zujewski Jan.
Cerkiew pozostawała nieprzerwanie czynna do 1935, gdy została zamknięta na polecenie władz stalinowskich. Pozostające na jej wyposażeniu ikony przekazano do Galerii Trietiakowskiej. Wcześniej, w 1930, dokonano przebudowy dzwonnicy cerkiewnej, przebijając przejście na jej najniższej kondygnacji. W ciągu kolejnych dekad w obiekcie mieściły się świeckie instytucje. Od 1965 obiekt znajdował się w rejestrze zabytków; wtedy też został odrestaurowany, co pozwoliło na likwidację części zniszczeń zaistniałych w poprzednich dziesięcioleciach. Obiekt zwrócono Rosyjskiemu Kościołowi Prawosławnemu w 1990 na prośbę patriarchy moskiewskiego i całej Rusi Aleksego II, został przywrócony do użytku liturgicznego sześć lat później.